# Piccola Nera
Piccola Nera ist eine italienische und slowenische Rotweinrebsorte, die in der Provinz Triest in der Weinregion Friaul-Julisch Venetien und im benachbarten Slowenien angebaut wird, wo die Rebsorte nach Ansicht der Ampelographen ihren Ursprung hat. Aus der Piccola Nera, deren Name „Kleine Schwarze“ bedeutet, werden in der Regel leichte Rot- und Roséweine hergestellt, die jung getrunken werden sollen. Die Piccola Nera ist eine zugelassene Rebsorte in der Denominazione di origine controllata (DOC) des Carso, wo sie in der Regel mit Terrano verschnitten wird, und in der Klassifizierung „Indicazione Geografica Tipica“ IGT Veneziens, kann die Traube für die Herstellung von Sortenweinen verwendet werden.

## Geschichte und Namensherkunft

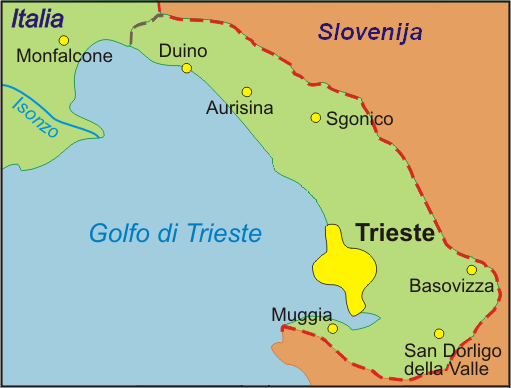
Es wird angenommen, dass Piccola Nera entlang der Grenze zwischen Italien und Slowenien entstanden ist, welche die Provinz Triest beinhaltet (siehe Karte).

Ampelographen gehen davon aus, dass die Piccola Nera ihren Ursprung in der Grenzregion zwischen Italien und Slowenien in der heutigen Provinz Triest in Italien und der Obalno-kraška in Slowenien hat. Im Italienischen kann der Name Piccola Nera mit „Kleine Schwarze“ übersetzt werden, was die kleinen schwarzschaligen Beeren der Rebe umschreibt.

## Anbau und Verwechslung mit anderen Rebsorten
Die Piccola Nera ist eine spät reifende Rebsorte, die sehr starkwüchsig und ertragreich sein kann, wenn sie nicht durch Winterschnitt und spätere Grünlese während der Vegetationsperiode in Schach gehalten wird. In der italienischen Weinregion Trentino-Südtirol wird die Rebsorte manchmal mit der deutschen/italienischen Weintraube Trollinger verwechselt.

## Weinregionen

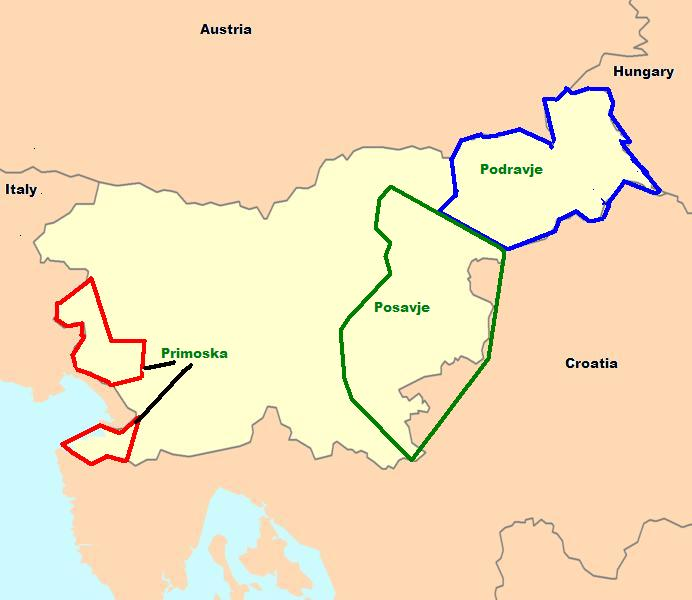
Außerhalb Italiens gibt es einige Piccola Nera-Anpflanzungen jenseits der Grenze in Slowenien, in der Region Obalno-kraška, die Teil des Weinbaugebiets Primoska ist.

Im Jahr 2000 wurden in Italien 20 Hektar mit Piccola Nera bepflanzt, der größte Teil davon in der Region Triest, aber auch in der Provinz Trient, wo die Rebsorte manchmal mit Trollinger/Schiava Grossa verwechselt wird. In Italien ist die Piccola Nera eine zugelassene Sorte für die DOC-Rotweine der Region Friaul-Julisch Venetien, wo sie gewöhnlich mit Terrano verschnitten wird. Die Rebsorte kann für die Herstellung von Sortenweinen der Klassifizierung Venezia IGT verwendet werden.
Außerhalb Italiens findet man die Piccola Nera auch in Slowenien.

## Stile
Laut Master of Wine Jancis Robinson werden aus der Piccola Nera in der Regel leichte und leicht gefärbte Rot- und Roséweine hergestellt. Diese Weine haben oft nur ein geringes Alterungspotenzial und sind in der Regel dafür gedacht, bald nach der Weinlese jung getrunken zu werden.

## Synonyme
Im Laufe der Jahre war die Piccola Nera unter einer Vielzahl von Synonymen bekannt, darunter: Cerni Klescec, Drobna Cernina, Mala Cerna (in Slowenien), Naimenska Slaska, Negra Tenera, Nera Tener, Nera Tenera, Petit Raisin und Plavi Klescec.